# Underworld (film, 2003)
Pour les articles homonymes, voir Underworld.
Série Underworld
Underworld 2 : Évolution
(2006)
Pour plus de détails, voir Fiche technique et Distribution.
Underworld, ou Monde infernal au Québec, est un film fantastique américano-britanno-germano-hongrois réalisé par Len Wiseman, sorti en 2003.

## Synopsis
Depuis des siècles, deux races immortelles et légendaires, les lycans (plus connu sous le nom de loup-garous), et les vampires, se livrent un conflit sans merci, à l'insu du regard des humains. Dans ce conflit ancestral qui perdure de nos jours, Selene, une guerrière vampire impitoyable appartenant aux Tueurs chargés d'éradiquer les lycans, cherche à venger sa famille, exterminée par ses adversaires. Lors d'une fusillade dans le métro, Selene parvient à empêcher qu'un être humain se fasse kidnapper par les lycans. De retour dans le repaire des vampires, un château, elle découvre que la colonie de loups-garous vivant dans les bas-fonds de Budapest s'intéressait de près à un être humain nommé Michael Corvin, interne en médecine et cherche à comprendre les raisons qui poussent ses ennemis à s'intéresser à cet homme. Selene raconte les événements à ses confrères, mais Kraven, chef des vampires, ne la soutient pas et lui ordonne de laisser tomber. Ne lâchant pas prise, elle se rend dans l'appartement de Michael et tombe sur Lucian, chef des lycans supposé mort après avoir été vaincu par Kraven, qui finit par mordre Michael, avant que Selene ne parvienne à s'échapper avec Michael afin de l'emmener dans son repaire.
Lorsqu'Erika, servante éprise de Kraven, découvre la morsure faite par Lucian sur Michael, elle prend peur et raconte sa découverte à Selene, alors que lui s'enfuit. Pressentant qu'un complot de grande ampleur se trame, Selene prend l'initiative de réveiller Viktor, l'un des trois Aînés vampires, et de lui révéler ses soupçons. Mais elle le réveille un siècle avant la date prévue, or elle ne fait pas partie des Aînés, seuls habilités à réveiller l'un des trois Aînés. Selene rejoint Michael, qui se présente devant la grille du château, tout en remarquant la morsure et l'emmène dans un autre repaire de vampires, lieu où ils questionnent les lycans capturés. Elle l'enchaîne et lui laisse une arme pour éviter la transformation de ce dernier à la pleine lune si elle ne revenait pas.
De retour au château, Selene est enfermée par Kraven, sur ordre de Viktor, qui bien qu'il la considère comme sa fille, il a en effet estimé qu'elle a enfreint les règles en le réveillant et en rompant de fait l'alternance de la régence entre les Aînés. Kraven envoie ses sbires accueillir Amelia, l'aînée dont le siècle de gouvernement devait s'achever par son remplacement par un dénommé Marcus lors d'une grande cérémonie, mais il s'agit d'un traquenard. Étant de connivence avec Lucian, Kraven a monté un plan qui est de tuer tous les membres du Conseil, exécutés par les lycans, qui massacreront les Aînés tout en prélevant le sang d'Amelia, nécessaire aux expériences du processus d'hybridation. La guerrière vampire profite d'une coupure de courant provoquée par Erika, jalouse de Selene que Kraven voulait pour femme, et s'échappe du château pour aller retrouver Michael, qui se fera enlever par deux lycans déguisés en policiers.
Selene fait prisonnier Singe, le scientifique des lycans, et l'amène devant Viktor, afin de raconter alors que Lucian est de mèche avec Kraven et cherche à fonder une race supérieure hybride, mi-vampire mi-lycan. Or un seul sang est capable de supporter l'assemblage des deux espèces, celui du clan Corvinus, celui du premier Vampire et du premier Lycan (qui étaient deux frères). Il fallait donc le sang de Michael, qui s'avère être un de leurs descendants. Michael, retenu prisonnier au repaire des lycans, a des souvenirs de la cause du conflit - la transmission de souvenirs est un effet secondaire de la morsure : Viktor avait une fille, Sonja, qu'il décida de sacrifier, car elle était enceinte de Lucian, le chef des lycans précédemment cité dont la race était réduite en esclavage par les vampires et ne pouvait accepter la naissance d'un être hybride issu de l'union d'une vampire et d'un lycan, qu'il considérait comme une abomination. L'exécution de Sonja devant Lucian est la réelle cause de la guerre ancestrale que se livraient les deux races. Viktor, après avoir tué Singe, annonce qu'il donnera son pardon à Selene si elle tue le descendant des Corvinus, Michael, dont elle est tombée amoureuse.
Pendant ce temps, Lucian s'injecte le sang de Michael dans les veines dans le but de devenir lui-même un être hybride. Les Tueurs se rendent chez leurs ennemis et combattent pour récupérer Michael. Kraven, présent sur les lieux auparavant, trahit et tire sur Lucian. Selene libère Michael, mais ce dernier se fait tirer dessus par Kraven avec des balles en nitrate d'argent, fatales pour les lycans. Kraven apprend à la jeune femme que ce ne sont pas les lycans qui ont décimé sa famille, mais Viktor. Lucian, mourant, intervient alors en blessant Kraven à la jambe et dans un sursaut, indique à Selene de mordre Michael afin d'en faire un être supérieur, mi-vampire, mi-lycan. Elle le fait, et Kraven, après avoir achevé le leader des lycans, s'apprête alors à abattre Selene quand Viktor surgit. Ce dernier réplique à Selene qu'il lui a donné plus que sa famille ne pouvait le faire : l'immortalité.
Vivant, Michael est devenu un être hybride. S'ensuit un combat entre les deux êtres. Si les nouveaux pouvoirs de l'hybride sont puissants, il a beaucoup moins d'expérience que l'ancien vampire. C'est Selene qui sauve Michael et neutralise Viktor en lui tranchant la tête d'un coup d'épée. Les deux fugitifs quittent alors le repaire des lycans, désormais ennemis des deux clans. La scène finale montre l'Antichambre où le sang de Singe coule dans le sarcophage du dernier des Aînés, Marcus. Premier Vampire, ce dernier est membre du clan Corvinus : il est donc porteur de la souche permettant l'hybridation.

## Fiche technique
Sauf indication contraire, les informations mentionnées dans cette section peuvent être confirmées par la base de données cinématographiques IMDb,  présente dans la section « Liens externes ».
- Titre original et français : Underworld
- Titre québécois : Monde infernal
- Réalisation : Len Wiseman
- Scénario : Danny McBride, d'après une histoire de Kevin Grevioux, Len Wiseman et Danny McBride
- Musique : Paul Haslinger
- Direction artistique : Kevin Phipps
- Décors : Bruton Jones
- Costumes : Wendy Partridge
- Photographie : Tony Pierce-Roberts
- Son : Tschangis Chahrokh, Michael Hinreiner, Max Rammler-Rogall
- Montage : Martin Hunter
- Production : Tom Rosenberg, Gary Lucchesi et Richard S. Wright

Production exécutive : Kornél Sipos (Hongrie)
Production déléguée : Robert Bernacchi, Terry McKay, James McQuaide, Skip Williamson et Henry Winterstern
Production associée : Kevin Grevioux, Danny McBride et Jon Sidel
- Sociétés de production[1] :
  - États-Unis : Lakeshore Entertainment et Screen Gems
  - Royaume-Uni : Subterranean Productions UK Ltd., Laurinfilm Ltd. et Subterranean Productions LLC
  - Allemagne : Underworld Produktions GmbH
- Sociétés de distribution :
  - États-Unis : Screen Gems, Columbia TriStar
  - Royaume-Uni : Entertainment Film Distributors
  - Allemagne : Concorde Filmverleih
  - France : SND Films
  - Canada : Columbia TriStar
  - Suisse : Ascot Elite Entertainment Group
- Budget : 22 millions de $[2]
- Pays d'origine :  États-Unis,  Royaume-Uni,  Allemagne,  Hongrie
- Langue originale : anglais
- Format[3] : couleur - 35 mm - 2,35:1 (Cinémascope) - son DTS | Dolby Digital | SDDS | Dolby Atmos
- Genre : Action, fantastique et thriller
- Durée : 121 minutes, 133 minutes (version director's cut)
- Dates de sortie[4] :
  - Canada : 8 septembre 2003 (1re mondiale au Festival international du film de Toronto)
  - Royaume-Uni, États-Unis, Québec[5] : 19 septembre 2003
  - France : 24 septembre 2003
  - Belgique : 15 octobre 2003
  - Suisse romande : 22 octobre 2003
  - Hongrie : 22 avril 2004
- Classification[6] :
  -  États-Unis : Interdit aux moins de 17 ans (certificat #40068) (R – Restricted) [Note 1].
  -  Royaume-Uni : Interdit aux moins de 15 ans (15 - Suitable only for 15 years and over)[7].
  -  France : interdit aux moins de 12 ans (visa d'exploitation no 108735 délivré le 28 octobre 2003)[8],[9],[Note 2].

## Distribution
- Kate Beckinsale (VF : Laura Blanc ; VQ : Camille Cyr-Desmarais) : Selene
- Scott Speedman (VF : Rémi Bichet ; VQ : Nicolas Charbonneaux-Collombet) : Michael Corvin
- Bill Nighy (VF : Georges Claisse ; VQ : René Gagnon) : Viktor
- Michael Sheen (VF : Joel Zaffarano ; VQ : Jacques Lavallée) : Lucian
- Sophia Myles (VF : Rafaèle Moutier ; VQ : Catherine Proulx-Lemay) : Erika
- Wentworth Miller (VF : Tanguy Goasdoué) : Dr. Adam Lockwood
- Erwin Leder (VF : Patrick Raynal ; VQ : Benoît Marleau) : Singe
- Robbie Gee (VF : Daniel Lobé ; VQ : François L'Écuyer) : Kahn
- Kevin Grevioux (VF : Saïd Amadis ; VQ : Guy Nadon) : Raze
- Zita Görög : Amelia
- Scott McElroy : Soren
- Todd Schneider : Trix
- Sándor Bolla : Rigel
- Hank Amos : Nathaniel
- Shane Brolly (VF : Bruno Choël ; VQ : Sylvain Hétu) : Kraven

Sources : VF et VQ

## Production

### Développement

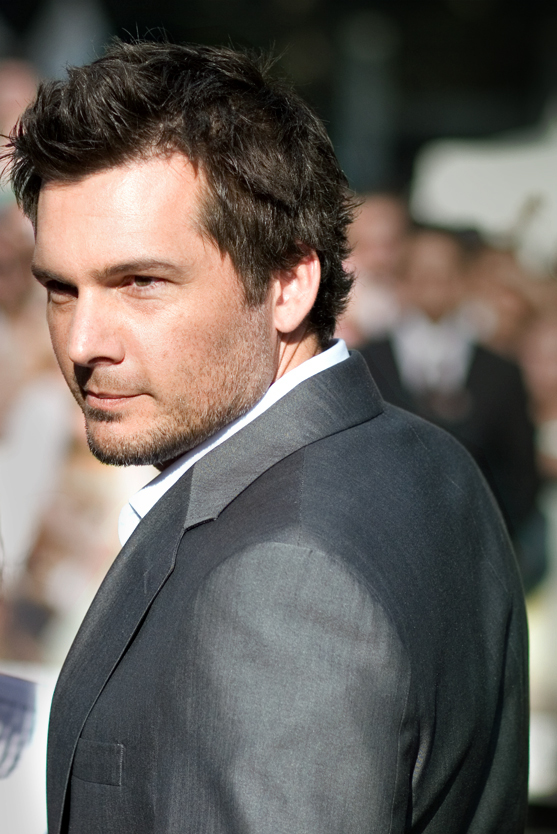
Len Wiseman, réalisateur du film.

L'idée d'Underworld est née au cours d'une discussion entre Len Wiseman et Kevin Grevioux. C'est d'ailleurs Grevioux, qui en « avait marre de voir tout le temps les mêmes recettes »,, qui proposa de créer une histoire à la Roméo et Juliette en substituant l'affrontement entre les Capulet et les Montaigu par une guerre entre loups-garous et vampires. De plus, ses diplômes en microbiologie lui permettent de dépoussiérer les origines de ce mythe. Selon Grevioux, l'équipe « voulait voir quelque chose de différent », voulant « expliquer leurs origines à l'aide d'une analyse scientifique par opposition au mysticisme » en imaginant « un virus comme créateur de Vampires et des loups-garous »,. Len Wiseman a supprimé les clichés du film d'horreur tels que le crucifix et l'ail en ajoutant qu'il « pense que l'on peut justifier bien des choses grâce à une explication scientifique », ajoutant que « si vous analysez ça comme une anomalie génétique transmise par le sang, vous pouvez trouver un moyen de déterminer les faiblesses des deux camps » et que « vous pouvez ainsi expliquer pourquoi l'argent réagit sur un certain type de sang ». Il affirme que « [ses] vampires et loups-garous sont beaucoup plus ancrés dans la réalité »,. Le réalisateur du film s'adjoint les services de Danny McBride, qui partage le même amour pour les films de genre, permettant de les « aider à clarifier et organiser [leurs] idées » et qui dit du projet :« Underworld n'est pas tiré d'un comic-book ou d'un roman. Ce film est né d'une discussion entre fans du genre qui souhaitaient recréer un univers mêlant science et mythologie afin de présenter vampires et loups-garous sous un jour nouveau ». Dès le début, ils s'étaient mis d'accord pour créer une héroïne sombre, torturée par des conflits internes : « Danny et moi trouvions que ça changeait un peu d'avoir un personnage principal féminin au cœur de l'action », dira Wiseman.
Par la suite, le projet est présenté à Lakeshore Entertainment, via l'agent de Len Wiseman et Danny McBride, Nick Reed, qui appela le président de la société de production Gary Lucchesi (en), pour expliquer qu'il représentait une jeune équipe de réalisateur-scénariste autour d'un projet appelé Underworld. Au même moment, Skip Williamson, responsable de la division musique, entendit parler du scénario et émit le souhait de retravailler avec Wiseman après Across the Universe, clip de Rufus Wainwright. Le projet se monte très rapidement en trois mois, contrairement à deux à trois ans pour un film standard.
La capacité de Wiseman à exprimer exactement ce qu'il voulait faire sur le film impressionna toute l'équipe de Lakeshore. Lucchesi dira de lui : « Len est un type très éloquent. Il vient du monde des décors et des effets spéciaux, ce que j'ai trouvé intéressant. Il a appris le métier auprès de Roland Emmerich et a travaillé chez ILM. Il était déterminé à trouver le bon ton pour l'ambiance du film et était persuadé que sur un film comme Underworld, l'atmosphère et les décors étaient une priorité pour que le film fonctionne ». Pour Richard Wright, producteur, « Len est vraiment un homme concentré et passionné. Il a une vision très précise des choses et sait exactement où il veut aller. ». Avec l'habitude de Lakeshore de travailler sur des premiers films de réalisateurs, l'équipe technique ne fut pas difficile à mettre en place.

### Attribution des rôles
|                                                                                        |  |  |
| Kate Beckinsale, interprète de Selene et Scott Speedman, interprète de Michael Corvin. |  |  |

Le rôle de Selene est confiée à l'actrice britannique Kate Beckinsale, qui s'est fait mondialement connaître avec le film Pearl Harbor (2001), après plus de dix ans de carrière menée au cinéma, au théâtre et à la télévision. Au départ, Kate Beckinsale « ne voulait même pas lire le scénario pour la simple raison que c'était un film de vampires, » selon Wiseman. L'agent de l'actrice a tout de même envoyé le script à la jeune femme avec les dessins du réalisateur,. C'est grâce aux dessins qu'elle a finalement acceptée d'incarner Selene.

« Len avait fait des dessins fantastiques représentant Selene affrontant des Lycans. C'était frais, original et c'est ce qui m'a donné envie de lire le scénario [...] Ce n'est pas un comic-book où le personnage principal défie les lois de la pesanteur et saute partout. Elle est faite de chair et de sang et bien que très puissante, elle peut souffrir. C'est un personnage solitaire qui n'a qu'un seul objectif dans cette guerre : détruire tous les Lycans afin de venger le massacre de sa famille. Son appétit de vengeance est sa force, et toute sa vie tourne autour de ça. Sa croisade commence à perdre son sens lorsqu'elle rencontre Michael. C'est intéressant de jouer un personnage qui va être déstabilisé, qui devra changer sa vision des choses et sa façon d'être. »

— Kate Beckinsale, interprète de Selene,.
Grâce à sa participation, elle a « crédibilisé le projet, sa participation a permis de donner un cachet de qualité », selon Richard Wright. Il ajoute : « Nous avons des acteurs très doués dans le film et je pense que nous devons en partie leur présence à Kate ».
Wiseman dit de l'actrice qu'« elle est passionnée par le projet » et que « toutes ses idées s'accordaient parfaitement avec la direction que nous souhaitions donner au personnage et elle en a vraiment amélioré plusieurs aspects », McBride ajoute qu'elle « est vraiment intense dans ce film [...] elle est magnifique et a réalisé la plupart des cascades elle-même. C'est tellement différent de ce qu'elle faisait jusqu'à présent. Elle a littéralement donné vie à Selene [et] l'a arrachée de la page et en a fait un personnage sexy, cool et compliqué ».
Pour incarner le personnage principal masculin, Michael Corvin, le rôle fut confié à l'acteur Scott Speedman, révélé par la série Felicity. C'est l'attitude de l'acteur envers le scénario qui a convaincu le réalisateur : « Scott a tout pris avec extrêmement de sérieux et voulait avoir une attitude la plus réaliste possible », sa partenaire ajoutant qu'elle croit que « Len attire les gens qui sont passionnés et qui sont dans cette aventure pour de bonnes raisons. Scott n'était qu'un cas parmi les autres à vouloir faire le meilleur travail possible ».

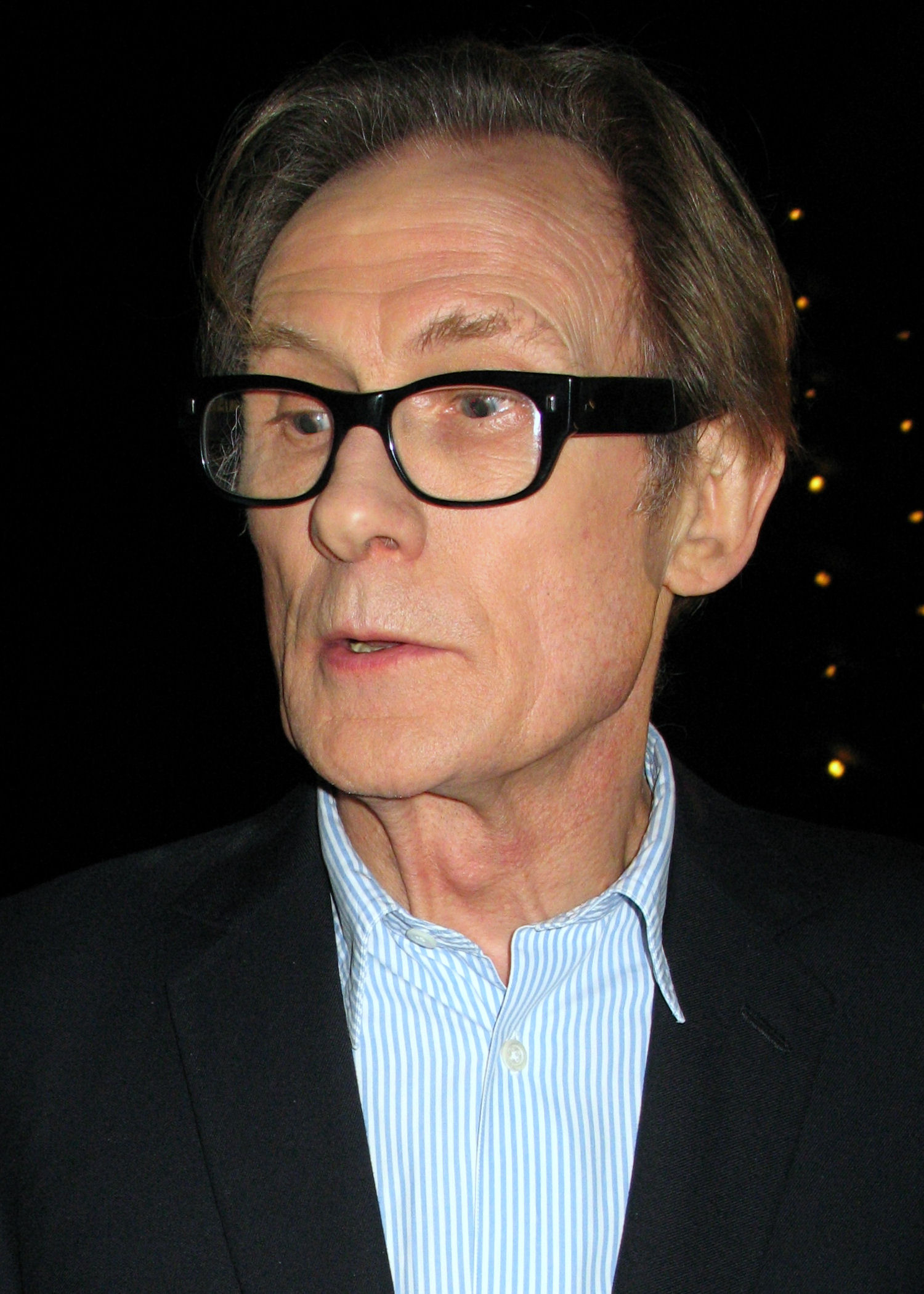
Bill Nighy, interprète de Viktor.

Les autres rôles importants, celui de Viktor, chef des Vampires, et de Lucian, chef des Lycans, sont donnés respectivement à Bill Nighy et à Michael Sheen, qui était au moment du tournage le compagnon de Kate Beckinsale depuis 1995, avec laquelle il a eu une fille.
Michael Sheen et Wentworth Miller furent auditionnés pour le rôle de Michael, finalement incarné par Scott Speedman.

### Tournage
Doté d'un budget de 22 millions de dollars, le tournage d'Underworld s'est étalé sur deux mois, du 2 septembre au 23 novembre 2002, en Europe de l'Est, plus exactement en Hongrie, dans la ville de Budapest. Certaines grosses productions tels que Blade 2 ou La Ligue des gentlemen extraordinaires furent tournés dans le territoire européen de l'Est. McBride dira qu'« une fois arrivé à Budapest, [il a] réalisé que c'était l'endroit idéal pour le film ». Pour Tony Pierce-Roberts, chef décorateur du film, l'« histoire de la ville de Budapest est associée à l'existence ancestrale des vampires et des loups-garous » et qu'« il y a d'ailleurs une forte connexion entre cette ville remplie de légendes et le style gothique du film ».

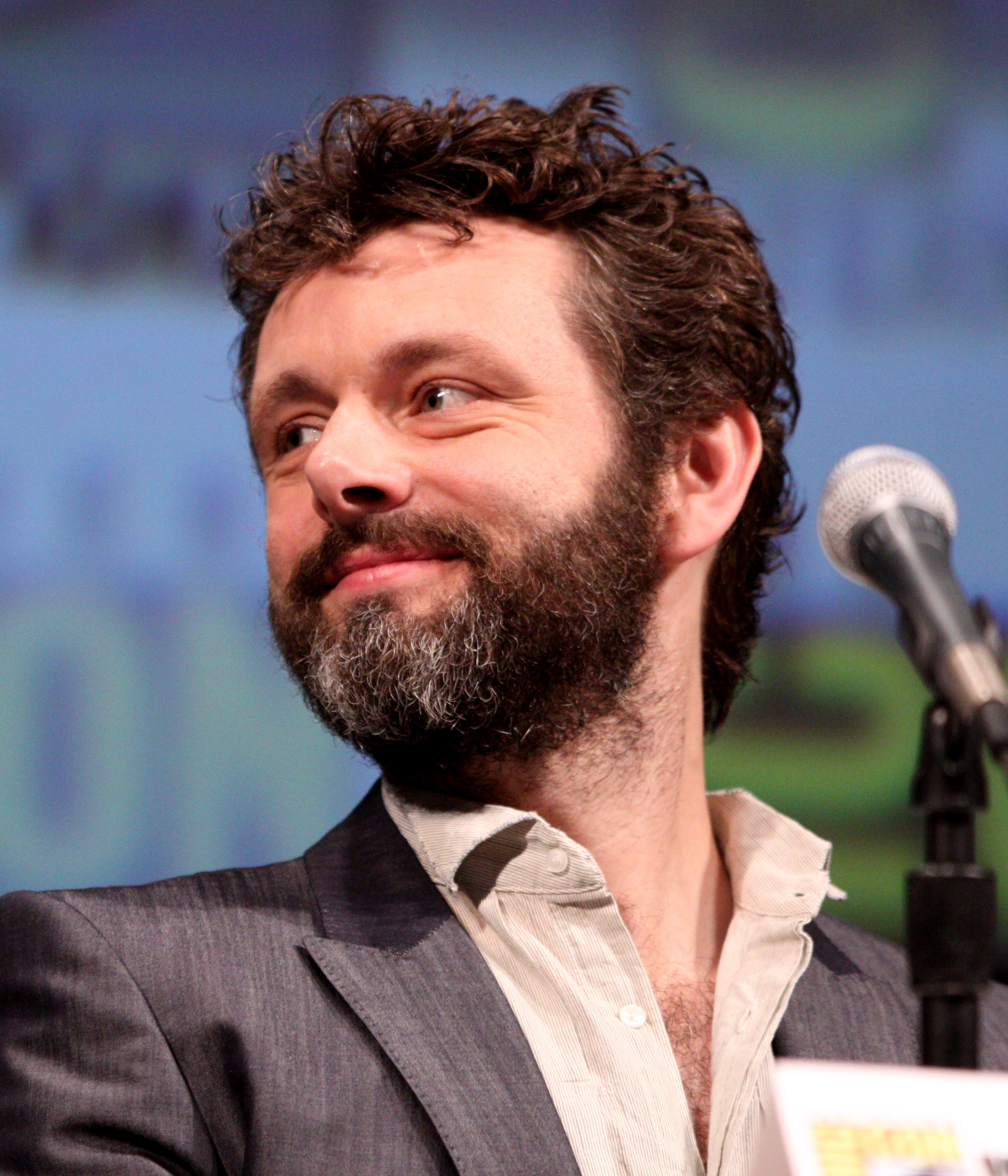
Michael Sheen, interprète de Lucian.

Mais le tournage ne fut pas de tout repos, comme explique Wright : « Ce n'est pas un film facile à tourner, particulièrement pour Kate. Nous lui avons fait subir de nombreuses tortures. Nous l'avons immergée dans de l'eau glacée, fait combattre sous une pluie battante en plein hiver et l'avons même forcée à rester en équilibre au sommet d'un immeuble ! Mais c'est un vrai petit soldat, elle ne s'est jamais plainte », mais également pour les autres acteurs, en particulier Speedman et Nighy, qui durent subir des nombreuses heures de maquillage.

« Il leur fallait cinq heures pour mettre le maquillage et lors d'une scène vers la fin du film, cela a pris une heure et demie à sept personnes pour le retirer. Ils m'avaient préparé psychologiquement à l'attente et l'ennui, mais en fait, j'ai trouvé ça plutôt marrant de voir tous ces gens s'activer pour faire ces transformations incroyables sur mon corps. »

— Scott Speedman, interprète de Michael Corvin,
Ayant subi le même traitement pour passer d'un corps momifié à un corps de vampire tout puissant, Nighy ajoute : « Je ne savais même pas ce que le mot prothèse voulait dire…maintenant j'en sais un peu plus : c'est extrêmement douloureux et désagréable ! Mais on ne peut pas en vouloir à ces gars : ils sont vraiment gentils et incroyablement doués, ».
Wentworth Miller a tourné ses scènes en deux jours.

### Effets spéciaux
Len Wiseman fait appel aux services de Patrick Tatopoulos, avec qui il avait déjà travaillé auparavant, pour concevoir les effets spéciaux d'Underworld.

## Accueil

### Accusation de plagiat
Le film a fait l'objet d'un procès pour violation du droit d'auteur par White Wolf Publishing et Nancy A. Collins déclarant que l'univers du film était similaire à celui des jeux de rôle Vampire : la Mascarade et Loup-garou : l'Apocalypse, tous deux situés dans le Monde des ténèbres et au roman Sonja Blue .
White Wolf a déposé 17 charges de violation de droits d'auteur et indiqué 80 similitudes uniques entre le système de jeu White Wolf et Underworld. White Wolf, Inc. a également indiqué que le script était très proche de celui d'une histoire intitulée The Love of Monsters (1994) qu'ils avaient publié, écrite par Nancy A. Collins,. En septembre 2003, un juge a accordé une audition à White Wolf. L'affaire s'est soldée par un arrangement confidentiel.

### Accueil critique
Lors de sa sortie en salles dans les pays anglophones, Underworld a obtenu un accueil négatif des critiques professionnels, recueillant 31 % de critiques favorables sur le site Rotten Tomatoes, sur la base de 161 critiques, avec un score moyen de 4,7⁄10. Sur le site Metacritic, il obtient un score de 42⁄100, pour 34 critiques.
En France, le film a été moyennement bien accueilli lors de sa sortie en salles. Le site Allociné propose une note moyenne de 2,3⁄5 à partir de l'interprétation de critiques provenant de 6 titres de presse.

### Box-office
Underworld obtient un succès commercial avec au total 51 970 690 dollars de recettes aux États-Unis en près de 13 semaines d'exploitation, dont 27 606 895 $ de recettes pour la première semaine d'exploitation, se classant directement à la première place. En France, le film fait un score honorable en salles avec un total de 621 697 entrées.
| Pays ou région | Box-office      | Date d'arrêt du box-office | Nombre de semaines |
| -------------- | --------------- | -------------------------- | ------------------ |
| Mondial        | 95 818 457 $    | 17 octobre 2004            | N/A                |
| États-Unis     | 51 970 626 $    | 11 janvier 2004            | 13                 |
| France         | 621 697 entrées | 12 novembre 2003           | 8                  |

## Distinctions
Entre 2003 et 2004, Underworld a été sélectionné 11 fois dans diverses catégories et a remporté 1 récompense.

### Récompenses
- Académie des films de science-fiction, fantastique et d'horreur - Prix Saturn 2004 :
  - Prix Cinescape masculin du futur décerné à Scott Speedman.

### Nominations
- Prix Rondo Hatton horreur classique (Rondo Hatton Classic Horror Awards) 2003 : Meilleur film de genre pour Len Wiseman.
- Prix Schmoes d'or (Golden Schmoes Awards) 2003 : Meilleur S&C de l'année pour Kate Beckinsale.
- Académie des films de science-fiction, fantastique et d'horreur - Prix Saturn 2004 :
  - Meilleur film d'horreur,
  - Meilleure actrice pour Kate Beckinsale,
  - Meilleur maquillage pour Trefor Proud et Balázs Novák.
- Éditeurs de sons de films 2004 :
  - Meilleur montage de musique dans un film pour Joanie Diener,
  - Meilleur montage sonore dans un film en langue étrangère pour Claude Letessier, Benedikt Just, Marcel Spisak et Magda Habernickel.
- Prix du jeune public 2004 :
  - Meilleur film thriller,
  - Meilleure actrice de cinéma dans un film dramatique / action aventure pour Kate Beckinsale.
- Société des critiques de films de Phoenix 2004 : Meilleur maquillage pour Trefor Proud et Balázs Novák.

## Autour du film
- Le nom de la ville où se passe l'action d'Underworld n'est jamais mentionné. Cependant, l'adresse de Michael qu'on voit écrit sur l'ordinateur de Selene est une adresse en hongrois mal orthographié. De plus, on peut également lire « Eötvös utca », une rue dans le centre historique de Budapest montré à plusieurs reprises pendant la conduite au lieu d'interrogatoire secret[14].
- C'est durant ce tournage que Kate Beckinsale, en couple avec Michael Sheen, qui incarne Lucian, rencontre le réalisateur Len Wiseman. Après huit ans de vie commune avec Sheen, la comédienne britannique annonce se séparer de celui-ci, pour se fiancer avec Wiseman[29].

### VersionDirector's cut
Par rapport à la version sortie en salles, la version director's cut (« version du réalisateur ») contient trois versions étendues de scènes visibles dans la version cinéma, cinq scènes avec des séquences de remplacement, huit scènes étendues et vingt-six scènes supplémentaires.
La version director's cut comprend notamment une scène ou Michael va voir la jeune femme blessée dans la fusillade du métro allongée dans un lit à l'hôpital, une scène étendue où Selene regarde le livre du clan des vampires, des scènes supplémentaires concernant entre autres Erika et Kraven, Viktor, ainsi que Selene et Michael. Quelques scènes ont été rallongées ou modifiées tels que le retour de Selene au château après avoir réveillé Viktor, l'interrogatoire de Singe, le départ de Kraven après avoir été démasqué et le regard de Lucian agonisant vers Michael et Selene qui s'embrassent.